# Station Ellesmere Port
Ellesmere Port is een spoorwegstation van National Rail in Ellesmere Port, Cheshire West and Chester in Engeland. Het station is eigendom van Network Rail en wordt beheerd door Merseyrail. 